# Кирюшкин, Владимир Иванович
Владимир Иванович Кирюшкин (10 января 1921, с. Давыдовка, Саратовская губерния — 5 июля 2001, г. Заречный) — русский советский писатель и драматург, член Союза журналистов и Союза писателей СССР (1958).

## Биография
После окончания школы в 1940 году был приглашен на работу в колышлейскую районную газету «Социалистический путь». Работал литсотрудником, ответственным секретарём, а в годы Великой Отечественной войны редактором газеты.
В 1955 году окончил Литературный институт им. А. М. Горького.
Затем — редактор районной газеты «Ленинец» в с. Лопатино (1955—1956 гг.) и районной газеты «Opганизатор» в г. Тамала Пензенской области.
В 1951—1955 г. редактировал областную комсомольскую газету «Молодой ленинец». В 1958 году В. И. Кирюшкин был направлен на должность директора Пензенской студии телевидения, где проработал около десяти лет.
С 1970 по 1981 г. заведовал отделом культуры областной газеты «Пензенская правда».

## Творчество
Первые книги Владимира Кирюшкина были написаны для детей
- «Толя Пирожков», (1952);
- «В ночном», (1953);
- «Белое озеро», (1958).

Автор прозаических произведений
- Сыновья, (1957);
- Мачеха, (1959);
- По весне, (сборник рассказов, 1980) и другие.

В. Кирюшкин — автор пьес
- «А он, мятежный…» (1964);
- «Родное крыльцо»;
- «Три дня в августе»;
- «Черные силы мятутся»;
- «Три дня в августе» («Свадьба в Ромашовке»);
- «В мятежный год»;
- «Утро на всю жизнь»;
- «Прасолы».

Пьесы Кирюшкина шли на сцене Пензенского областного театра драмы им. А. В. Луначарского, показывались Пензенской студией телевидения.

## Награды
- Медаль «За трудовую доблесть».